# Vlčnov
Vlčnov (in tedesco Wiltschnau) è un comune della Repubblica Ceca facente parte del distretto di Uherské Hradiště, nella regione di Zlín.
Vlčnov si trova circa 10 km a sudest di Uherské Hradiště nell'altopiano di Vizovice e nella regione vinicola della Slovacchia morava.
L'evento principale di Vlčnov è la cavalcata dei re, una parata tradizionale che si svolge annualmente a fine maggio.